# Casnovia (Michigan)
Casnovia est un village des comtés de Kent et de Muskegon, dans l'État du Michigan, aux États-Unis. En 2020, il comptait une population de 316 habitants.